# Socha Ježíše Krista v Żywci
Socha Ježíše Krista v Żywci, polsky Rzeźba Jezusa Chrystusa w Żywcu nebo Pomnik Jezusa w Żywcu, je vápencová skulptura a pomník ve čtvrti Śródmieście města Żywiec v okrese Żywiec ve Slezském vojvodství v jižním Polsku. Geograficky se také nachází v kotlině Kotlina Żywiecka.

## Historie a popis
Sochu Ježíše Krista v Żywci vytvořil polský sochař a pedagog Czesław Dźwigaj (*1950). Byla odhalena 16. října 1980. Jak uvádí jedna z desek na podestě skulptury, tak odhalení proběhlo u příležitosti 2. výročí funkce papeže Jana Pavla II. Stojí u konkatedrálního kostela Narození Panny Marie (Konkatedra Narodzenia Najświętszej Maryi Panny w Żywcu). Skulptura zobrazuje Ježíše Krista v neobvyklé póze, který stojí před křížem. Ježíš je oděn v dlouhém rouchu a levou rukou ukazuje k nebi. Pravá ruka směřuje k zemi s dlaní ve vodorovné poloze. Postava Ježíše jako by vycházela z kříže. Celé dílo je umístěno na nízkém soklu ve tvaru odstupňovaného kvádru. Na druhé desce umístěné na podestě skulptury je nápis:
| „ | Przez krzyż do chwały. | Skrze kříž do slávy. | “ |

## Další informace
Skulptura je celoročně volně přístupná. Czesław Dźwigaj je také autorem nedalekého pomníku Jana Pavla II. v Żywci u zvonice v Żywci.

## Galerie

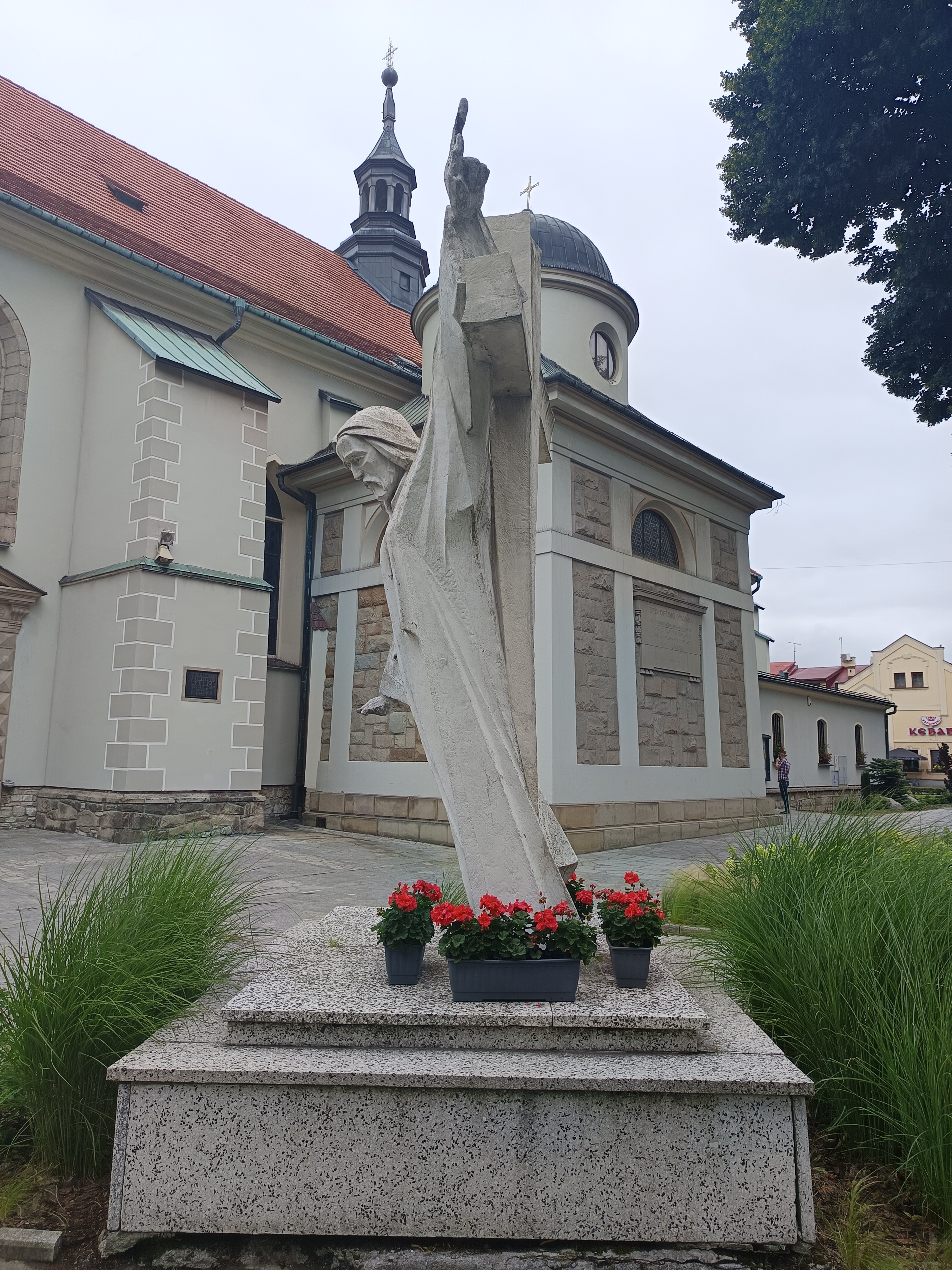
Socha s pozadím konkatedrálního kostela Narození Panny Marie